# Leonardo Jardim
Jose Leonardo Nunes Alves Sousa Jardim (n. 1 august 1974, Barcelona, Venezuela) este un antrenor portughez de fotbal care conduce echipa braziliană Cruzeiro EC.
Și-a început activitatea de antrenor la nivel profesionist la vârsta de 35 de ani, prima echipă antrenată fiind Camacha. A trecut apoi la Chaves, iar în sezonul 2009-10 a obținut promovarea în Primeira Liga cu Beira-Mar. Ulterior, a antrenat pe Braga, Olympiacos și Sporting CP. 
În 2014, Jardim a ajuns la Monaco cu care a devenit campion în Ligue 1 în sezonul 2016–17. A fost demis în 2018, fiind înlocuit de Thierry Henry, dar readus la conducerea echipei în ianuarie 2019. În decembrie același an, a fost din nou concediat.
La 2 iunie 2021, clubul saudit Al-Hilal, condus în trecut și de Răzvan Lucescu, a anunțat numirea lui Jardim în funcția de antrenor principal.

## Referinte
1. ↑  „Monaco: Jardim à nouveau débarqué, Moreno pour lui succéder” [Monaco: Jardim e din nou dat afară, Moreno îl înlocuiește]. Le Figaro (în franceză). 28 decembrie 2019. Accesat în 28 decembrie 2019.
2. ↑  Luminița Turcu (2 iunie 2021). „Leonardo Jardim, noul antrenor al echipei saudite Al Hilal”. news.ro. Accesat în 2 iunie 2021.

## External links
- Materiale media legate de Leonardo Jardim la Wikimedia Commons
- „Leonardo Jardim” (în engleză). worldfootball.net.
- „Leonardo Jardim” (în engleză). asmonaco.com. Arhivat din original la 1 octombrie 2018. Accesat în 2 iunie 2021.